# Melanio Báez
Melanio Báez fou un futbolista paraguaià.

## Selecció del Paraguai
Va formar part de l'equip paraguaià a la Copa del Món de 1950, però no hi arribà a disputar cap partit.